# Mimosa caesalpiniaefolia
Mimosa caesalpiniifolia, mais conhecido como Sansão-do-Campo, Cebiá, Sabiá, Sabiazeiro, Sabiazeiro-do-Norte, Sabiá-de-espinho, Sansão-de-Espinho e Cerca-Viva-Sansão-do-Campo, é uma espécie de leguminosa nativa do Nordeste Brasileiro, muito utilizada em recuperação de áreas degradadas, sendo que suas folhas também são utilizadas como alimento para o gado em épocas de escassez hídrica. Além disso também é usada como cerca-viva, forrageira e lenha.
Sabiá, Cebiá, Sansão-do-Campo e Jamari são alguns dos nomes populares dados à Mimosa caesalpiniaefolia Benth. O Sabiá é uma planta pertence à Família Leguminosae-Mimosoidadae. 

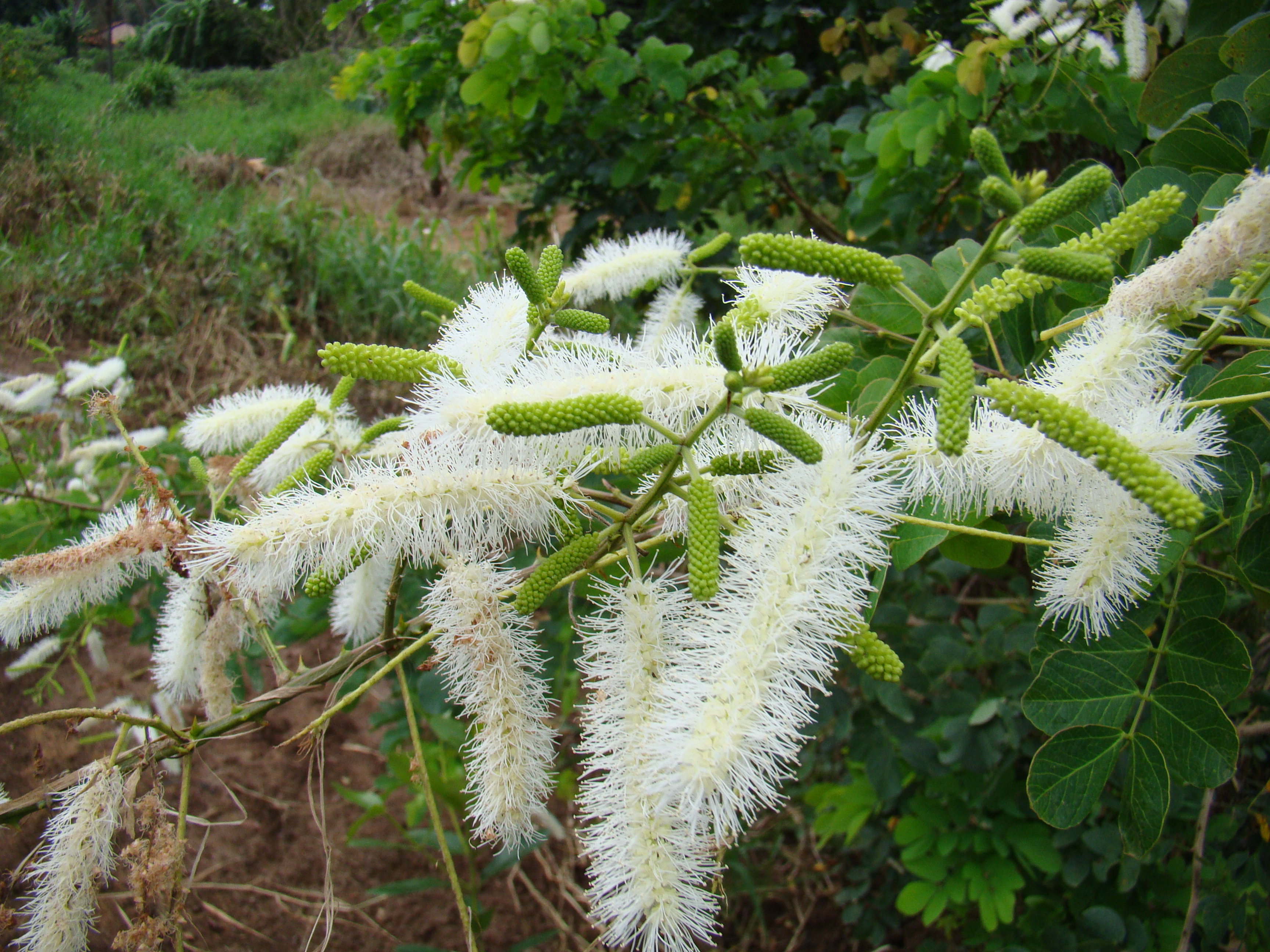
Mimosa caesalpiniaefolia(sansão do campo)

## Características
Ocorre em todo território nacional, principalmente no norte (Caatinga). Pode alcançar os 8 metros de altura e 20 a 30 cm de diâmetro (tronco). Possui tronco espinhento e folhas compostas bipinadas. Floresce durante os meses de Novembro a Março. Espécie heliófita, descídua, pioneira, seletiva xerófita, ocorre preferencialmente em solos profundos tanto em formações primárias como secundárias.